# Municipio de Mahanoy
El municipio de Mahanoy (en inglés: Mahanoy Township) es un municipio ubicado en el condado de Schuylkill en el estado estadounidense de Pensilvania. En el año 2000 tenía una población de 1.112 habitantes y una densidad poblacional de 20 personas por km².

## Geografía
El municipio de Mahanoy se encuentra ubicado en las coordenadas 40°50′00″N 76°07′59″O / 40.83333, -76.13306.

## Demografía
Según la Oficina del Censo en 2000 los ingresos medios por hogar en la localidad eran de $30,625 y los ingresos medios por familia eran $35,625. Los hombres tenían unos ingresos medios de $28,906 frente a los $21,250 para las mujeres. La renta per cápita para la localidad era de $14,755. Alrededor del 13,4% de la población estaban por debajo del umbral de pobreza.